# خط تسورومی
خط تسورومی (به ژاپنی: 鶴見線, Tsurumi-sen) یکی از خطوط قطار شرکت راه‌آهن شرق ژاپن است. این خط ایستگاه تسورمی در یوکوهاما را به ایستگاه اوگی ماچی (Ōgimachi) در کاواساکی متصل می‌کند. در حال حاضر مسیر اصلی دارای ۱۳ ایستگاه می‌باشد. همچنین خط تسورومی دارای دو خط فرعی نیز می‌باشد.